# Armandia simodaensis
Armandia simodaensis är en ringmaskart som beskrevs av Takahashi 1938. Armandia simodaensis ingår i släktet Armandia och familjen Opheliidae. Inga underarter finns listade i Catalogue of Life.